# جان بگوت گلاب
جان بگوت گلاب (انگلیسی: John Bagot Glubb; ۱۶ آوریل ۱۸۹۷ – ۱۷ مارس ۱۹۸۶) سپهبد سر جان باگوت گلاب، KCB, CMG, DSO, OBE, MC, KStJ, KPM (16 آوریل ۱۸۹۷–۱۷ مارس ۱۹۸۶)، معروف به گلاب پاشا (عربی: غلاب باشا) یک سرباز، محقق و نویسنده بریتانیایی بود که بین سال‌های ۱۹۳۹ و ۱۹۵۶ لژیون عرب ماوراء اردن را به عنوان ژنرال فرمانده رهبری و آموزش داد. در طول جنگ جهانی اول در فرانسه خدمت کرد. گلاب به عنوان یک «ابزار اساسی در حفظ کنترل بریتانیا» توصیف شده‌است.
وی همچنین برندهٔ جوایزی همچون افسر نشان امپراتوری بریتانیا شده‌است.
در سال ۱۹۳۹، گلاب جانشین فردریک جی پیک به عنوان فرمانده لژیون عرب شد (که متعاقباً به عنوان ارتش سلطنتی اردن شناخته شد). در این دوره، او لژیون را به بهترین نیروی آموزش دیده در جهان عرب تبدیل کرد.